# Stationärer Handel

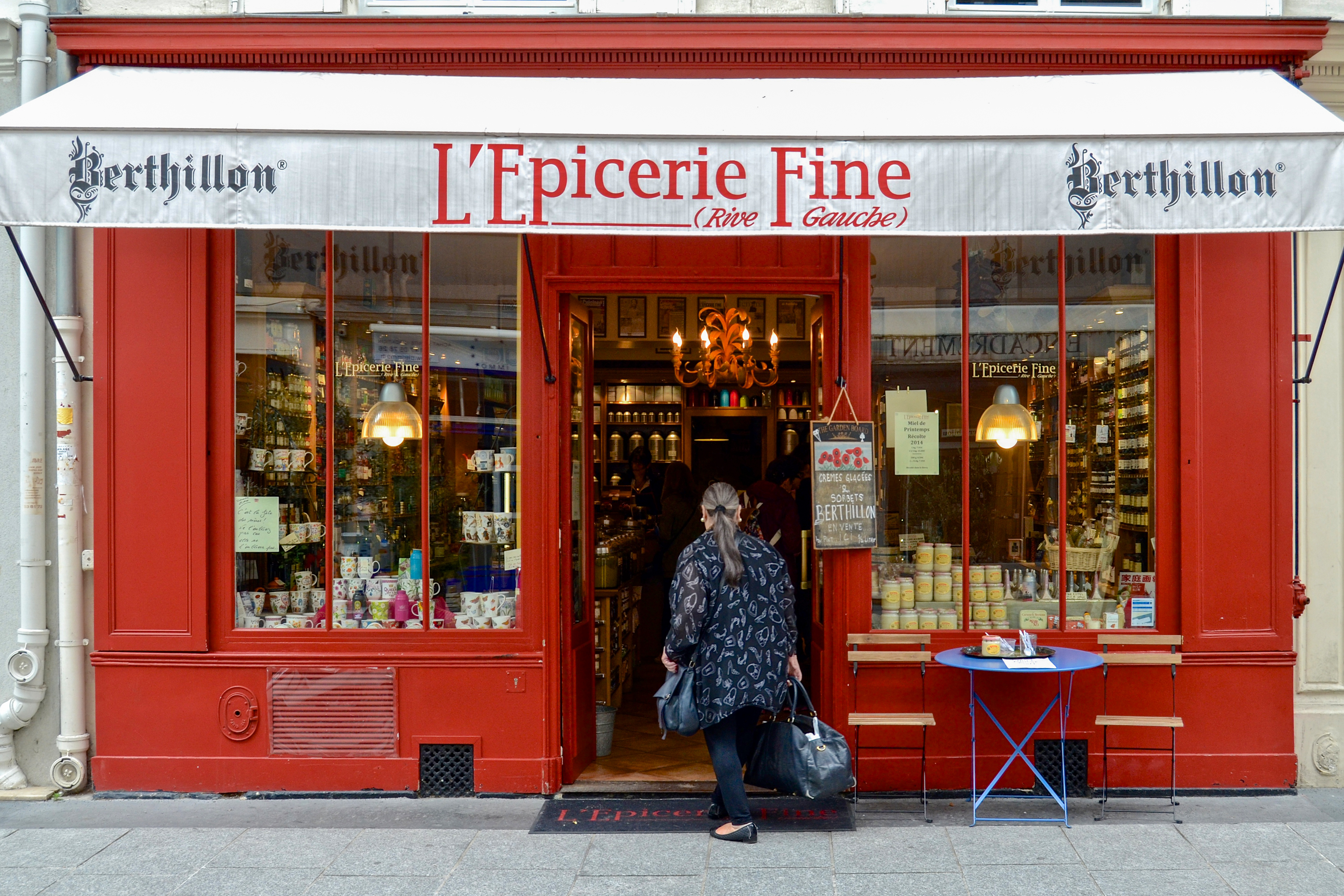
Lebensmittelgeschäft in Paris, rue Cler

Als stationärer Handel wird in der Handelsbetriebslehre ein Handelsgewerbe bezeichnet, das einen festen Verkaufsort besitzt, der von Kunden aufgesucht werden muss und in dem gegebenenfalls Geschäfte abgeschlossen werden.

## Allgemeines
Der stationäre Handel verfolgt das Residenzprinzip mit einem festen Standort und mit eigenem Verkaufsraum, der Kunde kommt und holt die Ware ab („Holprinzip“). Der stationäre Handel heißt im Gewerberecht „stehendes Gewerbe“, das die Grundform darstellt (§§ 14 bis § 52 GewO). Es liegt vor, wenn die Voraussetzungen des Reisegewerbes (§§ 52 ff. GewO) oder des Marktverkehrs (Wochenmarkt; §§ 64 ff. GewO) nicht gegeben sind.
Stehendes Gewerbe wird von einer Betriebsstätte, einem Büro, Laden, einer gewerblichen Niederlassung oder sonstigen Verkaufsstätte (Kiosk) betrieben. Der betreffende Geschäftsraum muss in regelmäßiger Wiederholung zu gewerblichen Zwecken genutzt werden. Verlässt der Gewerbetreibende seine Geschäftsräume, so kommt es auf seine Absichten an. Sammelt er unterwegs Aufträge oder Bestellungen, liegt stehendes Gewerbe vor, wird er ohne Bestellung tätig („Kundenfang“ durch Handelsvertreter oder Handlungsreisende), handelt es sich um ein Reisegewerbe (§ 55 Abs. 1 GewO).

## Betriebsformen

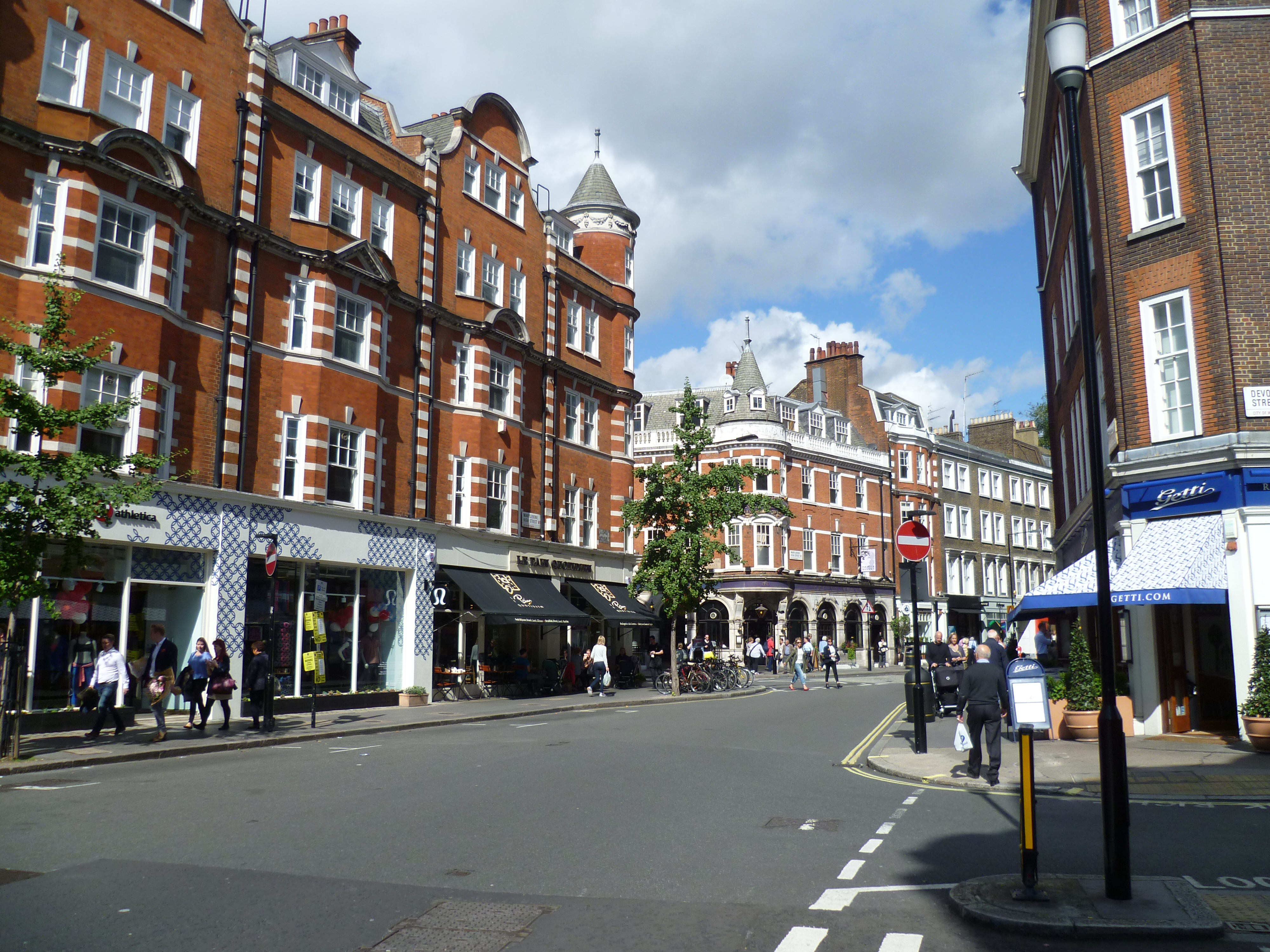
Ladengeschäfte aus
Ziegelmauerwerk in der Marylebone High Street in London

Zum stationären Handel gehören insbesondere die Betriebsformen
- Einzelhandel: stationärer Verkauf an Verbraucher;
- Großhandel: stationärer Verkauf an gewerbliche Abnehmer, z. B. Einzelhändler.
- Direktvertrieb: stationärer Vertrieb vom Hersteller oder Großhändler ohne weitere Handelsstufen an den Endverbraucher.
- Outlet: eine Betriebsform, die Waren aus nicht mehr aktueller Produktion, B-Waren, Rückläufer des Handels oder Ware aus Überproduktionen zu in der Regel günstigeren Preisen angeboten werden.

Die Hauptaufgabe des stationären Handels besteht darin, den Kunden bestimmte Handelswaren regelmäßig anzubieten, sie zu beraten und zu einem Kaufvertrag zu bewegen. Zum Einzelhandel gehören auch Baumarkt, Discounter, Fachhandel, Kaufhaus, SB-Warenhaus, Supermarkt, Tankstelle, Verbrauchermarkt, Verkaufsautomat oder Warenhaus.
Brick and Mortar (Abkürzung B&M; englisch „Ziegelstein und Mörtel'“) ist der Anglizismus insbesondere für amerikanische Unternehmen, bei denen der Kundenkontakt nicht im Internet, sondern in Geschäfts- und Verkaufsräumen stattfindet – wie zum Beispiel der stationäre Einzelhandel. Der Begriff bezieht sich auf diese realen Geschäftsräume, die aber nicht unbedingt aus Ziegeln und Mörtel gemauert sein müssen. Er wird als Gegensatz zu Unternehmen verwendet, die ausschließlich im Internet präsent sind wie beispielsweise Online-Shops.

## Bauliche Gestaltung und Innenausstattung
Bereits die bauliche Gestaltung im Bauplan berücksichtigt den stationären Handel, indem durch Schaufenster und deren Schaufenstergestaltung Kaufanreize geschaffen werden. Nach der so genannten 24-Feet-Regel muss ein Schaufenster so gestaltet werden, dass der Passant es aus 24 Fuß Entfernung (rund 7,30 Meter) inhaltlich leicht wahrnehmen kann.
Den größten Teil des Verkaufsraums bildet die Verkaufsfläche, eine Messgröße des Einzelhandels für die Betriebsgröße. Sie setzt sich aus den Regalflächen, den dazwischen verlaufenden Kontaktstrecken, Theken und dem Kassenbereich zusammen (englisch frontstore). Die natürliche Rechtsorientierung im Blickfeld der meisten Kunden führt zu angepasster Warenplatzierung entlang der Kontaktstrecken. Bereits fünf Schritte vom Eingang entfernt werden daher auf der rechten Seite Bestseller platziert. Diese Blick-Präferenz wird bei der weiteren Ladengestaltung häufig auch im Geschäft selbst berücksichtigt, etwa mit der Führung des Kunden durch das Geschäft gegen den Uhrzeigersinn. Das Sortiment sollte in Blickhöhe der Zielgruppe angeordnet sein (Süßwaren für Kinder in unteren Regalen). Auch Rackjobbing oder Shop-in-shop haben in einem modernen Konzept ihren Platz.
Nicht zur Verkaufsfläche, aber doch zur Gewerbefläche, gehören die meist baulich von der Verkaufsfläche getrennten Lagerräume und Verwaltung (englisch backstore).

## Abgrenzung
Erfüllt eine Betriebsform mindestens eines der Merkmale (fester Standort, Verkaufsraum) nicht, gehört sie nicht zum stationären Handel. Dies trifft unter anderem zu auf ambulanten Handel, Haustürgeschäft, Kaffeefahrt, Markthandel, Online-Handel, Teleshopping, Verkaufsfahrzeuge und Versandhandel. Je nachdem, ob der Händler die Ware zum Kunden bringt/bringen lässt oder ob der Warenaustausch an einem dritten Ort stattfindet, spricht man von Bringprinzip oder Treffprinzip. Da viele Handelsunternehmen sowohl im stationären als auch im nicht-stationären Geschäft tätig sind, spielt für ihre statistische Erfassung und Zuordnung das Schwerpunktprinzip eine Rolle. Demnach betreibt stationären Handel nur, wer ausschließlich oder überwiegend (66 %) Handel von einem festen Standort aus organisiert.

## Wirtschaftliche Aspekte
Die klassische Betriebsform des Warenhandels ist der stationäre Handel. Das Sortiment ist im Regelfall vor Ort und kann vom Kunden begutachtet und gegebenenfalls anprobiert oder getestet werden (Präsenzhandel). Durch den Einsatz von Verkäufern zur Orientierung und Beratung des Kunden findet eine soziale Interaktion statt. Der Einkauf kann als Erlebnis gestaltet werden, um weitere Kaufanreize zu schaffen oder zu steigern.
Die Standortwahl ist von zentraler Bedeutung, so dass die Lage (Passantenfrequenz) und Erreichbarkeit das Marktpotenzial bestimmen. Die fachliche Beratung und die Möglichkeit des Kunden zur direkten Qualitätsprüfung machen den stationären Handel gegenüber dem Online-Handel sehr überlegen, wodurch auch das Kaufrisiko meist geringer ist als bei anderen Betriebsformen. Der nicht-stationäre Handel – insbesondere der Versandhandel – versucht, die mangelnde Präsenz der Waren durch kostenlose Retouren auszugleichen.